# Лодка Иолшина
Лодка системы Иолшина — вьючная парусно-капковая лодка системы генерала Иолшина предназначена для проведения рекогносцировочных работ на воде. Лодка транспортировалась вьючным способом.
Лодка системы Иолшина применялась в Первую мировую и Гражданскую войну.

### Технические характеристики
- длина — 3,048 м (10΄)
- ширина — 1,066 м (3΄6˝)
- высота бортов у весельных уключин — 0,5 м (1΄8˝)
- вес — 50 кг
- грузоподъемность — 409,5 кг (25 пудов)